# رشته‌افسانه‌های تالکین

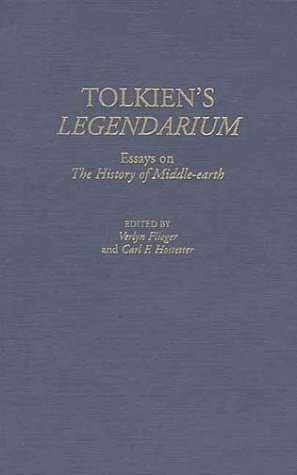
افسانه‌های تالکین

رشته‌افسانه‌ها (Legendarium) به کتاب یا سری کتاب‌هایی گفته می‌شود که مجموعه‌ای از افسانه‌های ساختگی توسط نویسنده‌ای معاصر باشد..
این اصطلاح همچنین از سوی نویسنده انگلیسی تالکین برای توصیف افسانه‌سازی‌هایش دربارهٔ داستان میان-زمین بکار رفته است. افسانه‌های سرزمین میانی تالکین دربارهٔ تاریخ خیالی زمین در دوره‌های باستان یعنی چندهزار سال پیش از دوره معاصر است. به رشته‌افسانه‌های تالکین اغلب «افسانه‌های سرزمین میانی» نیز گفته می‌شود. این افسانه‌ها
شامل موجوداتی افسانه ای مانند هابیت‌ها، الف‌ها، دورف‌ها، ترول‌ها، گابلین‌ها، اورک‌ها وغیره می‌باشد. از کتاب‌های معروف
این مجموعه مجموعه سه جلدی ارباب حلقه، هابیت و سیلماریون است. در کل، در این داستان‌ها دو شخصیت اصلی و معروف وجود دارد:فرودوبگینز و عمویش بیلبو بگینز.